# Könneritzbrücke
Die Könneritzbrücke überspannt in Leipzig die Weiße Elster und verbindet die Stadtteile Plagwitz und Schleußig. An ihrem südöstlichen Ende beginnt die Könneritzstraße, am nordwestlichen Ende schließt sich die Ernst-Mey-Straße an. Die Brücke ist nach dem einstigen Leipziger Kreishauptmann und sächsischen Finanzminister Leonce von Könneritz benannt.

## Geschichte

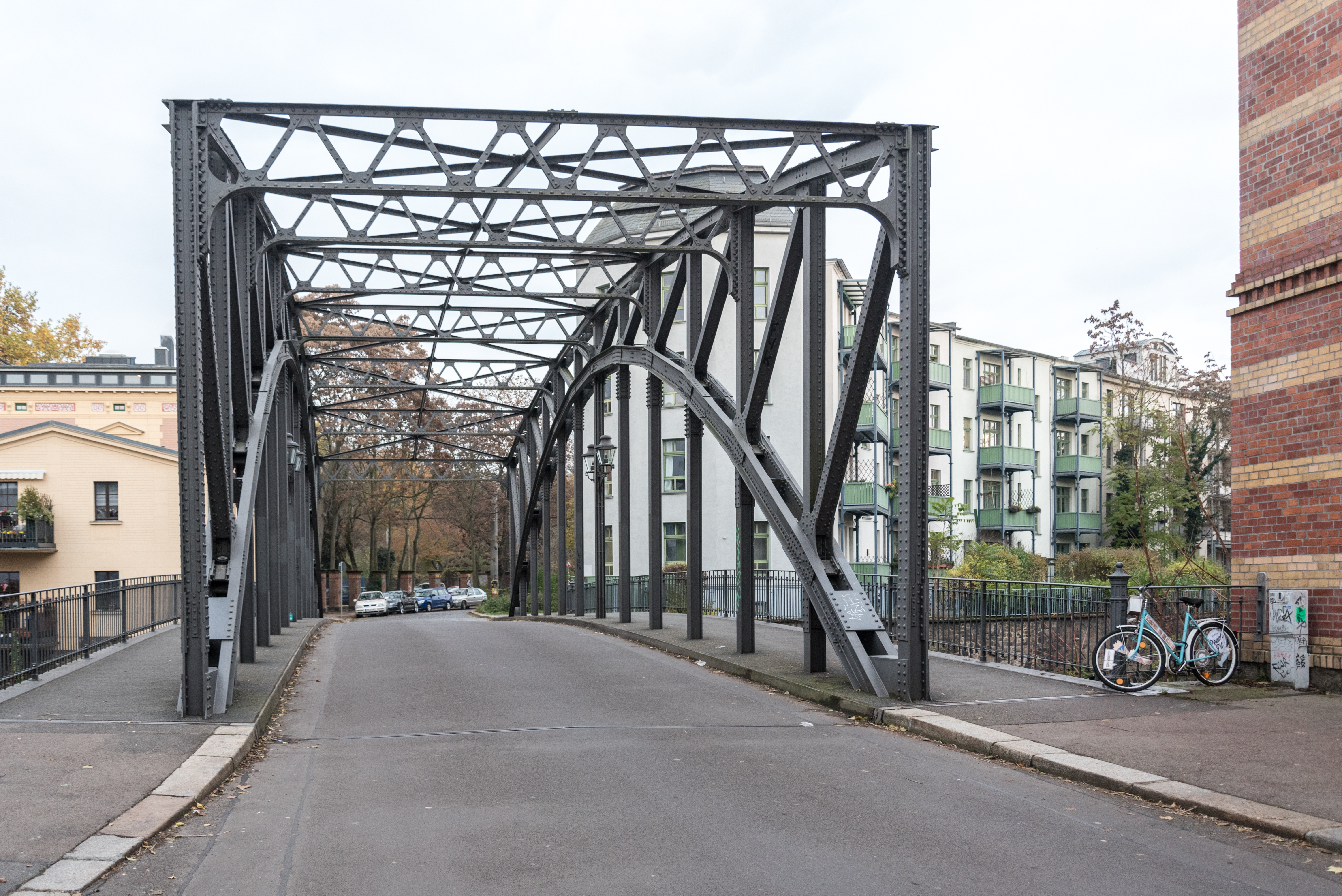
Könneritzbrücke Leipzig (2016), von der Nonnenstraße aus gesehen

Die Könneritzbrücke wurde 1870 als Holzbrücke für die Verbindung zu dem industriell aufstrebenden Plagwitz gebaut. Dafür wurde das Material der 1858 angelegten Holzbrücke an Stelle der heutigen Plagwitzer Brücke verwendet. 1899 ersetzte man die inzwischen nicht mehr den Ansprüchen genügende Holzbrücke durch eine damals hochmoderne Eisenkonstruktion in ihrer heutigen Form. Die Könneritzbrücke steht heute als technisches Denkmal unter Schutz und bildet mit ihrer auffälligen Fachwerkträger- und Bogenkonstruktion aus genieteten Eisenträgern ein außergewöhnlich markantes Bild.
Die Stahlfachwerkbrücke wurde von Mai 2002 bis zum 13. November 2002 durch die Mitteldeutsche Bergbau Service GmbH aufwendig saniert, wobei die gesamte Konstruktion mit einem Spezialkran herausgehoben, an anderer Stelle überarbeitet und danach wieder per Kran über der Weißen Elster eingesetzt wurde. Als Fahrbahnplatte wurde in die Brücke eine neue orthotrope Platte eingebaut. Die Unterbauten blieben erhalten. Die Instandsetzungskosten betrugen ca. 900.000 EUR.

## Trivia
1992 wurde auf der Könneritzbrücke das Musikvideo zur Single Die da?! von der deutschen Hip-Hop-Gruppe Die Fantastischen Vier gedreht.